# Églantine Rayer
Églantine Rayer (La Ferté Macé, 12 juni 2004) is een Frans wegwielrenster.

## Carrière
Rayer behaalde diverse nationale titels als junior en belofte. In 2022 werd ze bij de junioren Europees kampioene op de weg in het Portugese Anadia en won ze zilver op het wereldkampioenschap op de weg in Wollongong, Australië.
In 2023, als eerstejaars belofte, maakte Rayer de overstap naar Team DSM. Haar debuut voor de ploeg maakte ze in maart in Nokere Koerse, waar ze de finish niet haalde. In 2024 won ze een etappe en het puntenklassement in de Ronde van de Toekomst. Na twee seizoenen in Nederlandse dienst maakte Rayer in 2025 de overstap naar FDJ-SUEZ. Namens die ploeg nam ze in juli deel aan de Ronde van Italië.

## Palmares
2021
 Frans kampioene op de weg, junioren
 Frans kampioene tijdrijden, junioren
 Europees kampioenschap op de weg, junioren
2022
 Europees kampioene op de weg, junioren
 Frans kampioene tijdrijden, junioren
 Wereldkampioenschap op de weg, junioren
 Europese kampioenschappen tijdrijden, junioren
2023
 Frans kampioene tijdrijden, beloften
 Frans kampioenschap op de weg, beloften
2024
2e etappe Ronde van de Toekomst
Puntenklassement Ronde van de Toekomst

### Resultaten in voornaamste wedstrijden
| Jaar | Ronde van Italië | Ronde van Frankrijk | Ronde van Spanje |
| ---- | ---------------- | ------------------- | ---------------- |
| 2023 |                  |                     |                  |
| 2024 |                  |                     |                  |
| 2025 | 78e              |                     |                  |

| Jaar | Luik-Bast.‑Luik | Brabantse Pijl | Waalse Pijl |
| ---- | --------------- | -------------- | ----------- |
| 2023 |                 | opgave         | 106e        |
| 2024 | 90e             | 60e            | 58e         |
| 2025 |                 |                |             |

## Ploegen
- 2023 –  Team dsm-firmenich[a]
- 2024 –  Team dsm-firmenich PostNL
- 2025 –  FDJ-SUEZ

Barale · Ciabocco · Curinier · Georgi · Hengeveld · Jastrab · Koch · Kool · Labous · van der Meiden · Peperkamp · Plouffe · Rayer · Storrie · Uijen · Vinke
Bader (vanaf 16/7) · Barale · Barbieri · Ciabocco · Georgi · Hengeveld · Jastrab · Koch · Kool · Labous · van der Meiden (tot 30/7) · Nelson · Peperkamp · Plouffe · Rayer · Smith · Storrie · Uijen · Vinke
Adegeest · Buysman · Chabbey · Curinier · Demay · Duval · Gery · Guazzini · Kraak · Labous · Le Net · Molengraaf · Muzic · Rayer · Vigilia · Vollering · Wiel · Wollaston